# Wolodymyr Schaschkewytsch

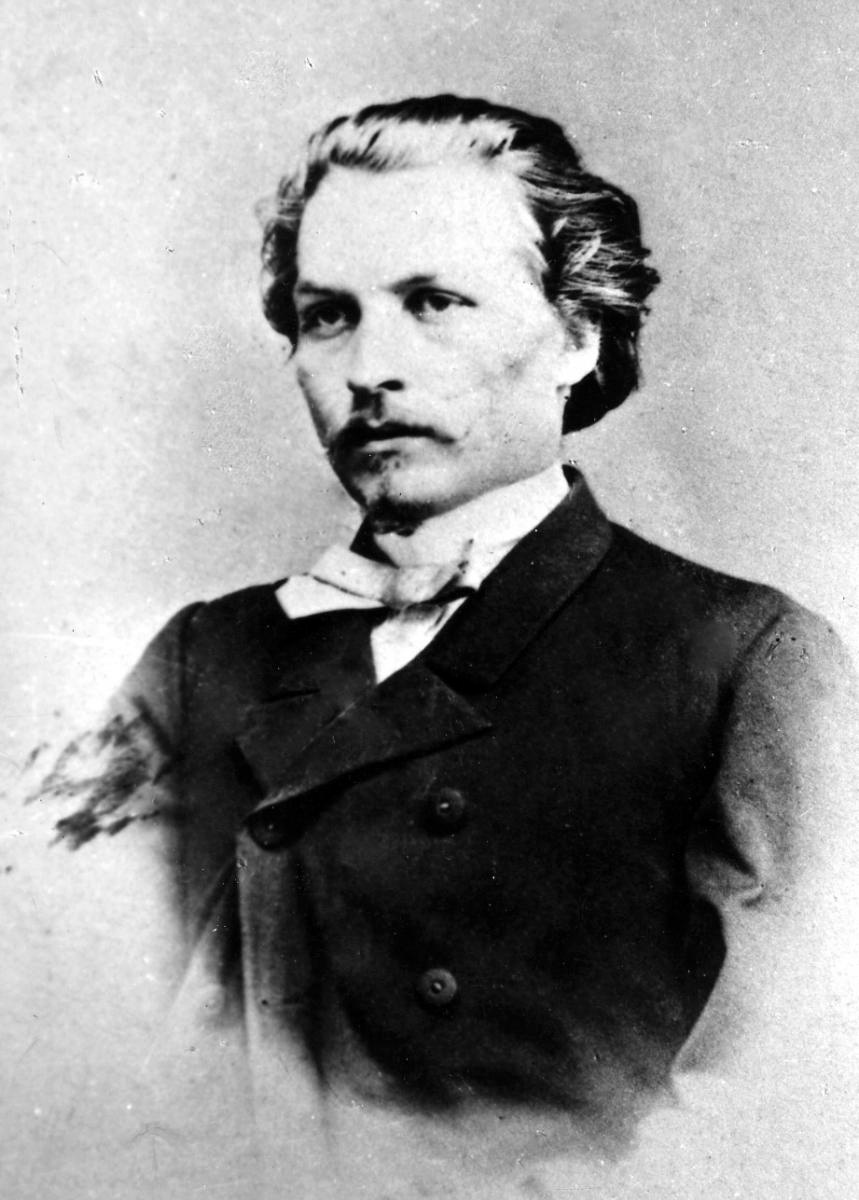
Wolodymyr Schaschkewytsch

Wolodymyr Markijanowytsch Schaschkewytsch (ukrainisch Володимир Маркіянович Шашкевич; * 7. April 1839 in Nestanytschi, Kronland Königreich Galizien und Lodomerien, Österreich; † 16. Februar 1885 in Lemberg, Galizien) war ein ukrainischer Schriftsteller, Dichter, kulturpädagogischer-, sozialer- und politischer Aktivist.

## Leben
Wolodymyr Schaschkewytsch kam als Sohn des ukrainischen Schriftstellers, Dichters und Priesters Markijan Schaschkewytsch und Julia-Kateryna Kruschynska im Dorf Nestanytschi (Нестаничі) im heutigen Rajon Radechiw der ukrainischen Oblast Lwiw zur Welt, wo sein Vater zu dieser Zeit als Priester der ukrainisch-griechisch-katholischen Kirche tätig war. Nachdem sein Vater bereits 1843 verstorben war, zog in seine Mutter dort alleine auf und er lernte polnisch und russisch zu schreiben. Von 1851 bis 1859 besuchte er in Lemberg die Schule, und ab 1861 studierte er an der Juristischen Fakultät der Lemberger Franz I.-Universität und zudem an der Universität Wien. Bereits als Gymnasiast schrieb er, von heimatlicher Folklore beeinflusst, Gedichte, die erstmals 1860 im literarischen Almanach Sorja Halyzka (Зоря Галицька, zu deutsch Morgendämmerung) publiziert wurden. Laut dem Historiker Ostap Sereda (Остап Володимирович Середа; * 1970) standen seine sozialen Ansichten und sein literarischer Geschmack unter dem Einfluss von Taras Schewtschenko, Pantelejmon Kulisch und Hryhorij Kwitka-Osnowjanenko.
Zwischen 1862 und 1863 gab er die Zeitschrift  Wetschernyzi (Вечерниці) heraus und 1866 publizierte er die ukrainische literarische Wochenzeitschrift Russalka (Русалка).
1868 wurde er Mitglied der Proswita, für die er Volkslesungen verfasste.
Ab Juni 1869 arbeitete er als Angestellter am Landgericht in Lemberg, im September 1872 wurde er Finanzbeamter in Ternopil und im Februar 1874 in Kolomyja. Später wurde er nach Tarnów in Westgalizien versetzt. Nachdem er pensioniert wurde, zog er 1883 zurück nach Lemberg, wo er 45-jährig starb.

## Werk
Wolodymyr Schaschkewytsch war der Verfasser von lyrischen Gedichten, Gedichten und dem Drama Syla ljubowi (Сила любові, zu deutsch Die Kraft der Liebe) von 1864.
Seine Gedichtsammlung Silnyk (Зільник) von 1863 enthält lyrische Gedichte, das Gedicht Tscherna (Черна) die Ballade Russalka sowie Übersetzungen einiger Werke von Heinrich Heine und weiteren Autoren.